# Carta de Esperança Garcia
A Carta de Esperança Garcia é o documento no qual Esperança Garcia registrou os abusos contra ela e sua família. Foi redigida em 6 de setembro de 1770.
O documento é considerado uma das primeiras cartas de direito, a primeira petição de direito escrita por uma mulher, e se tornou um símbolo na luta contra o escravismo no Brasil.

## Descoberta
O documento foi identificado no Arquivo Público do Estado do Piauí em 1979 pelo historiador Luiz Mott.

## Impacto
Em virtude da relevância histórica da Carta de Esperança Garcia, o Dia Estadual da Consciência Negra no Piauí é celebrada em 6 de setembro.